# Antonio Checa Godoy
Antonio Checa Godoy (Jaén, 1946) es un historiador y periodista español, profesor en la Universidad de Sevilla.

## Biografía
Nació en 1946 en Jaén.
Antes de dedicarse a la docencia en la universidad, trabajó como periodista en distintos medios; dirigiendo publicaciones como El Adelanto, Huelva Información, Diario de Granada, Andalucía Actualidad y Andalucía Económica, entre otras.
Profesor en la Universidad de Sevilla, donde fue decano de la Facultad de Comunicación desde 2010 hasta 2014, año en que fue sustituido por María del Mar Ramírez. Se ha especializado en el estudio de la prensa española e iberoamericana y la Transición en Andalucía, habiendo sido descrito como «uno de los más prolíficos investigadores españoles sobre historia de la comunicación».
El 15 de julio de 2019 fue elegido presidente del Consejo Audiovisual de Andalucía sustituyendo a Emelina Fernández Soriano.

## Obra
Ha publicado multitud de obras sobre historia de la comunicación tanto en España, en particular en Analucía, como en Iberoamérica. También ha sido un autor prolífico en libros de viajes a los que ha aportado también una visión histórica. Ejemplos de sus publicaciones son:
- Las elecciones de 1977 en Andalucía (1978),[14]
- Historia de la prensa jiennense, 1808-1983 (1986),[14]
- Prensa y partidos políticos durante la II República (1989),[1]
- Historia de la prensa andaluza (1991),[9][14]
- Historia de la prensa en Iberoamérica (1993),[15]
- La radio en Andalucía durante la Guerra Civil y otros ensayos (1999),[16]
- Historia de la radio en Andalucía (1917-1978) (2000),[16][17]
- La radio en Sevilla: (1924-2000) (2000),[14]
- Historia de la prensa pedagógica en España (2002),[18][19]
- Fuentes sobre radio: Un siglo de bibliografía internacional (2003),[14]
- Las rutas de la publicidad en Andalucía (2005),[20]
- El ejercicio de la libertad. La prensa española en el Sexenio revolucionario (1868-1874) (2006),[11][21][22]
- Historia de la publicidad (2007),[14]
- Las coproducciones hispano-italianas: una panorámica (2007),[14]
- Historia de la comunicación: De la crónica a la disciplina científica (2008),[23]
- La prensa española durante la Guerra de la Independencia (2009),[24]
- Historia de la prensa en Córdoba, 1790-2010 (2011),[14]
- Historia de la comunicación (2014)[14]
- El cartel, dos siglos de publicidad y propaganda (2014),[25][14]
- Uzbekistán. Tarmelán desplaza a Lenin (2016) [26]
- El viaje y los libros de viajes (2017) [27]